# David Miller (hockeista su ghiaccio)
David Engelbert Miller (Wilkie, 15 dicembre 1925 – Victoria, 8 ottobre 1996) è stato un hockeista su ghiaccio canadese.

## Palmarès

### Olimpiadi invernali
- Oro a Oslo 1952 nell'hockey su ghiaccio.